# 新能光伏
新能光伏国际有限公司 由新加坡上市的宏威集团投资并于2008年5月在香港成立。
新能光伏国际有限公司位于苏州和河南的生産基地 均属世界最大太阳能厂之列，可实现更具成本效益的经济规模。
新能光伏国际有限公司的河南工厂拥有世界最大的薄膜非晶矽制造工艺实验室，确保在实际生产环境中不断改善产品。
目前，新能光伏国际有限公司利用宏威集团的薄膜技术在中国河南建造新一代的太阳能产品生产基地。新能光伏国际有限公司生产和制造规格为1100mm x 1400mm的非晶矽光伏组件，2009年及2010年年产量分别为40兆瓦和120兆瓦。爲满足全球对清洁能源的需求，新能光伏国际有限公司计划增加産量，力图在2011年达到600兆瓦，2013年达到1千兆瓦。